# Jean-Laurent Mosnier

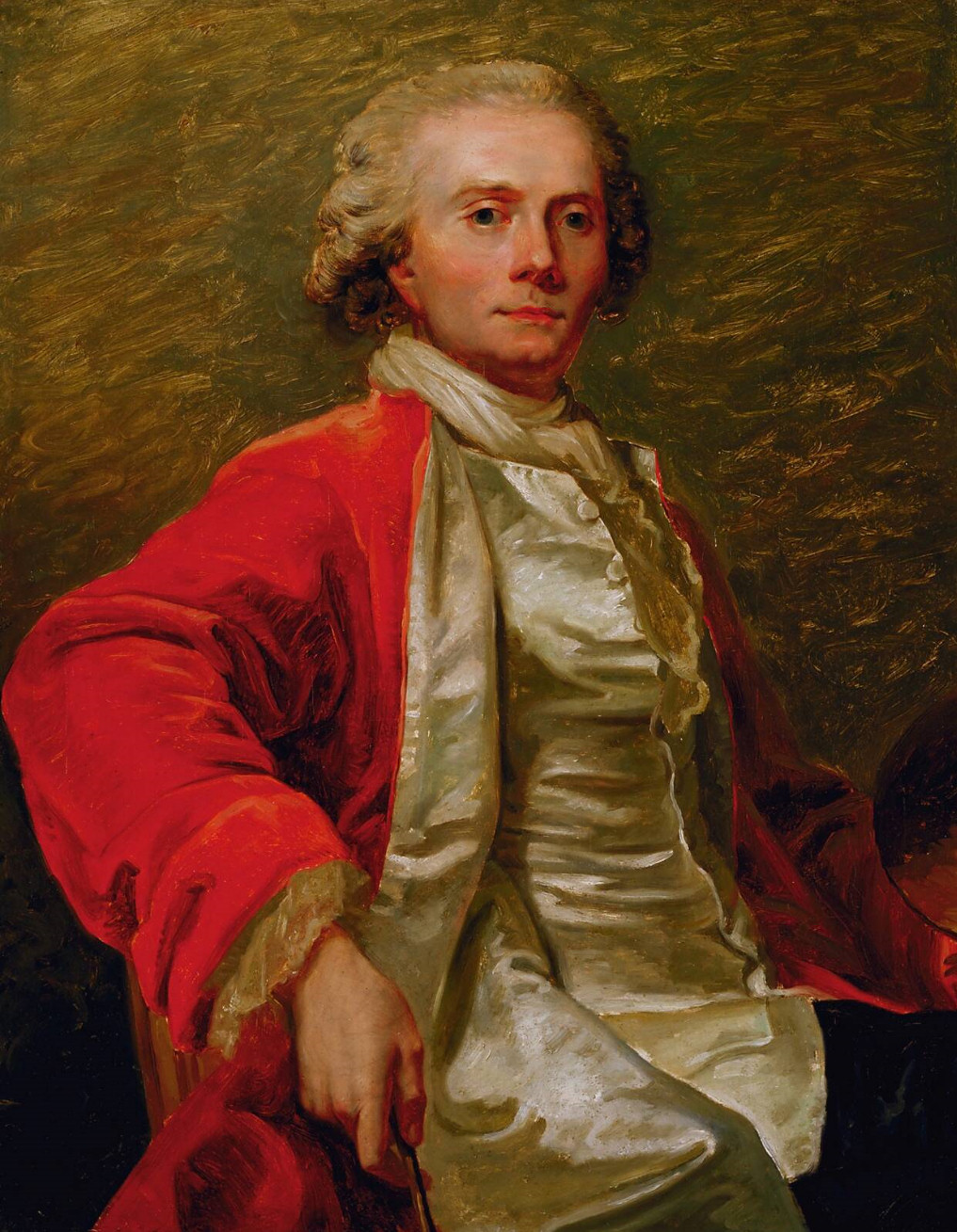
Selbstporträt, Öl auf Leinwand, 1786

Jean-Laurent Mosnier [mo:ɲe] (* 1743 oder 1744 in Paris; † 10. April 1808 in Sankt Petersburg) war ein französischer Hofmaler von König Ludwig XVI. und Königin Marie-Antoinette. Nach der Französischen Revolution arbeitete er in London, Berlin und Sankt Petersburg.

## Leben und Wirken
Als Student an der Académie de Saint-Luc in Paris absolvierte er eine Ausbildung zum Miniatur-Maler. Im Jahre 1776 wurde er zum Hofmaler der Königin Marie-Antoinette bestimmt.

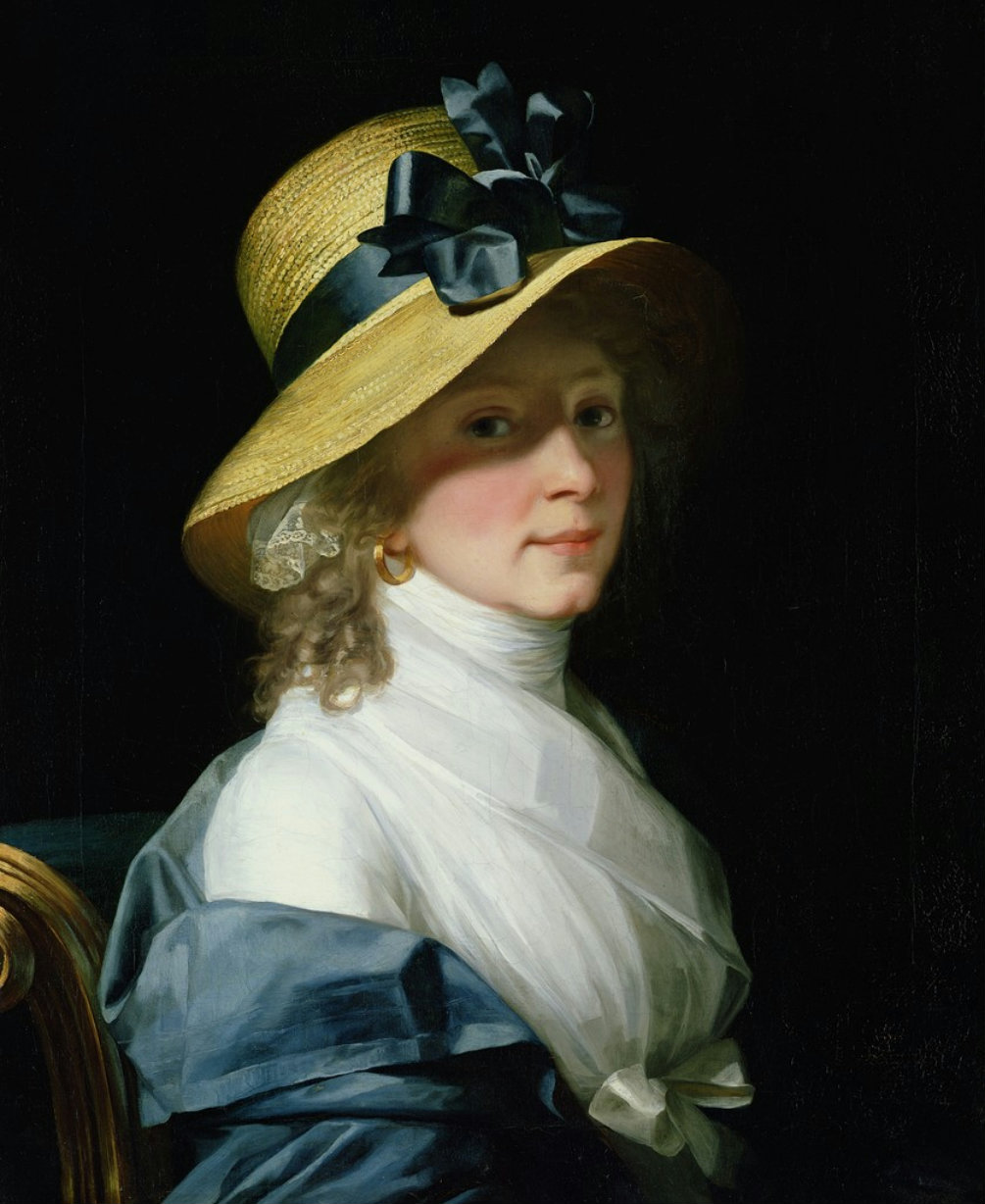
Porträt Elisabeth Hudtwalcker, 1798, Hamburger Kunsthalle

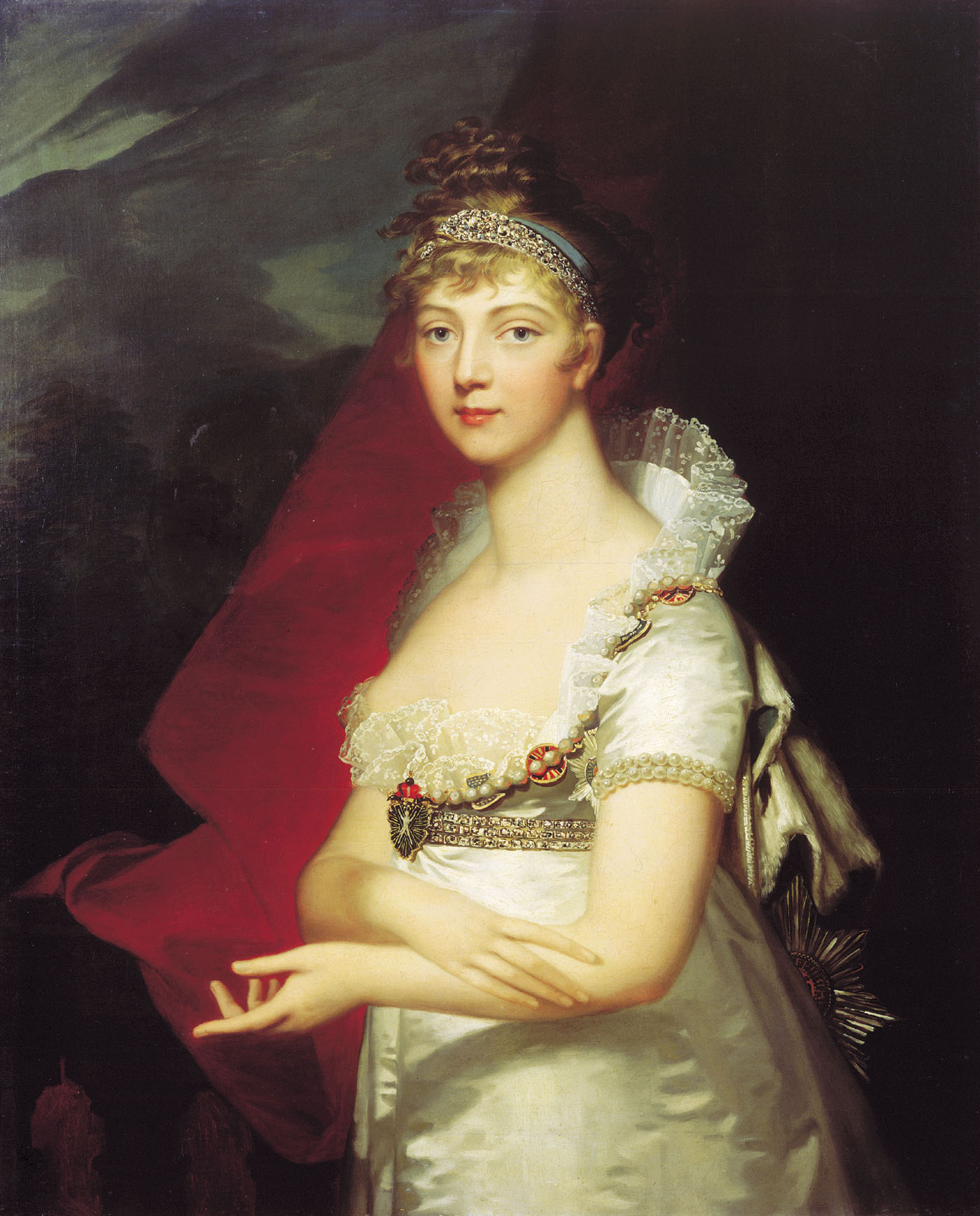
Porträt der Zarin Elisabeth Alexejewna, Öl auf Leinwand, um 1807

Nach dem Ausbruch der Französischen Revolution floh Mosnier 1790 nach London. Seine englischen Porträts zeigen einige Zugeständnisse an den damals aktuellen englischen Geschmack, um im Wettbewerb mit den Porträts der englischen Künstler bestehen zu können. Von London ging Mosnier nach Hamburg, wo er vier Jahre blieb, und im Jahre 1801 nach Sankt Petersburg, ein beliebtes Ziel der emigrierten französischen Künstler.
1802 wurde er Mitglied der Akademie Sankt Petersburg und erhielt dort im Jahr 1806 eine Anstellung als Professor. Er porträtierte zahlreiche Angehörige des russischen Adels sowie der kaiserlichen Familie (z. B. Zarin Elisabeth Alexejewna, Ehefrau von Alexander I.).
Jean-Laurent Mosnier war ein vielseitiger und produktiver Porträtmaler, der in der Lage war, seinen Stil in Übereinstimmung mit den geographischen Gegebenheiten zu verändern, und der mit seinen Fähigkeiten als ausgebildeter Miniaturist eine gute Wirkung in seinen detaillierten Großporträts erzielte.

## Ausstellungen (Auswahl)
- 2019: Hamburger Schule – Das 19. Jahrhundert neu entdeckt (12. April bis 14. Juli), Hamburger Kunsthalle – Porträt Elisabeth Hudtwalcker